# محمد خيري (ممثل)
محمد خيري (1942 - 2019)، ممثل مصري ولد في مدينة القاهرة في عام 1942، بدأت موهبته الفنية في التمثيل وهو في سن صغيرة، ولذلك التحق بمسرح كلية التجارة خلال الدراسة في الكلية وتخرج في عام 1966، ثم بدأ العمل في المسرح والسينما، وعمل في أدوار صغيرة ثم التحق بالمعهد العالى للسينما وتخرج منه في عام 1970. ابتعد عن التمثيل فترة حيث التحق بالخدمة العسكرية بضع سنوات، ثم حصل على بطولة مطلقة واحدة في التمثيل أمام ماجدة في (العمر لحظة) لكن التجربة لم تتكرر، وظل بعدها يقدم أدوارًا ثانوية مساعدة. ومن مسرحياته: (البكاسين، بداية ونهاية، النحلة والدبور، انطونيو وكليوباترا، السيرة المحمدية)، ومن المسلسلات التي مثلها في التلفاز: (واحة في بطن الجبل، بنات ثانوي، جراح الماضي، رجل غامض، العصابة، الرجل والقضبان).

## وفاته
أعلن شريف خيري نجل الفنان محمد خيري، عن وفاة والده عن عمر ناهز 77 عاماً، بعد صراع مع المرض في أحد المستشفيات الخاصة.

## أعماله

### الأفلام
- سيد الآس /2008م
- طاطا نام طاطا قام 2007م
- ظاظا 2006م
- يوم الكرامة2004م
- رجال من مصر2004م
- بونو بونو 2000م
- الكافير 1999م
- حائط البطولات 1998م
- ناقص واحد 1997
- إثر حادث أليم 1997م
- السياسي 1993م
- صعيدي في الجيش 1993م
- ليل ورجال1993م
- لعبة القتل 1994م
- سرقوا أم علي 1994م
- الفضيحة 1992م
- العملة النادرة 1992م
- لن أنسى أبدا 1992م
- الحجر الداير 1992م
- شباب فوق بركان 1991م
- الحب والرعب 1991م
- المطلقات والذئاب 1991م
- حلاوة الروح 1990م
- لأبطال الثلاثة 1990م
- السقوط 1990م
- موعد مع الرئيس1990م
- أيام الغضب 1989م
- التحدي 1988م
- إمبراطورية الجيارة 1988م
- هروب الأوغاد 1988م
- مخالب امرأة 1988م
- السجينتان 1988م
- يا صديقي كم تساوي 1987م
- ويبقى الحب 1987م
- بكره أحلى من النهارده 1986م
- منزل العائلة المسمومة 1986م
- الضائعة 1986م
- عصفور الشرق 1986م
- عصر الحب 1986م
- الطائرة المفقودة 1984م
- اثنين على الهواء 1984م
- الذئاب 1983م
- الخبز المر 1982م
- انهيار 1982م
- طائر على الطريق 1981م
- ليلة شتاء دافئة 1981م
- كم أنت خزين أيها الخب 1980م
- المتهم 1980م
- كرامتي 1979م
- العمر لحظة 1978م
- الدموع في عيون ضاحكة 1977م
- العش الهادئ 1976م
- سيقان في الوحل 1976م
- الشيطان يدق بابك 1976م
- بنت اسمها محمود 1975م
- الساعة تدق العاشرة 1974م
- حكاية بنت اسمها مرمر1972م
- شباب يحترق 1972م
- جريمة لم تكتمل 1972م
- شباب في عاصفة 1971م
- الخيط الرفيع1971م
- أختي1971م
- يمكنك أن تفعل المثير بسبع نساء1971ن
- عريس بنت الوزير1971م
- الرجل والقضبان1970م
- المومياء 1969م
- الوصية
- المخدوع
- مأساة الدكتور سلامة
- شياطين الأمن المركزي
- جنون الفراخ

### المسلسلات
- الخفافيش. 2012م
- نعم مازلت آنسة 2010م
- الهاربة 2008م
- دموع في حضن الجبل2008م
- زيزو 900 2009م
- نفق الشيطان 2008م
- جريمة على الساحل الشمالي 2008م
- حكايات المدندش 2007م
- حنان وحنين 2007م
- المخبر الخاص 2007م
- خيوط في مسرح العرائس 2006م
- اللي اختشوا ماتوا 2006م
- قضية نسب 2006م
- لم تنسى أنها امرأة 2006م
- إضحك قبل الضحك مايغلا 2005م
- سوق الزلط 2005م
- أحلام هند الخشاب 2004م
- أوراق مصرية ج32004م
- اجري ..اجري ..اجري 2002م
- العطار والسبع بنات 2002م
- الكومي 2001م
- خائف تعرف 2001م
- حلم آخر الليل 1999م
- الرجل الآخر 1999م
- أحلام مؤجلة 1999م
- رد قلبي 1998م
- الجانب الأخر 1998م
- الدوائر المغلقة 1997م
- عوضين وإمبراطور عين 1097م
- حكايات مستر أيوب ومسز عنايات 1996م
- سر الأرض 1994م
- بيت العيلة 1992م
- المنزل الخلفي 1992م
- امرأة وثلاثة وجوه 1992م
- بنت سيادة الوزير 1992م
- البريمو 1991م
- أحلام في الهوا 1990م
- ليالي الحلمية ج3 1990م
- ألف ليلة وليلة 1989 م
- هاربات من الماضي 1989م
- أولادي 1989م
- مكان في القلب 1988م
- اللقاء الثاني 1988م
- أشواقي بلا حدود 1988م
- تزوج وابتسم للحياة 1988م
- كوم الدكة 1997م
- رحلة في نفوس البشر 1987م
- الضابط والمجرم 1987م
- الوجه الأخر للقمر 1987م
- عطش السنين 1986م
- الجدران الدافئة 1985م
- امرأة مختلفة 1984م
- قلب من ذهب 1983م
- الحرملك 1983م
- الباقي من الزمن ساعة 1982م
- الأبرياء 1981م
- سباق الثعالب 1981م
- وفيه ناس طيبين 1981م
- الرجل الغامض 1971م
- العصابة 1970م
- غريب ياولدي
- الصورة
- حالة خاصة
- طريق النور
- بنات الثانوية
- عذرا أنت حبيبي
- أدهم
- الخطة
- الشك
- غرباء في المدينة
- أغرب القضايا
- حلم رجل بسيط

### المسرحيات
- (مسرحية) النمر 2007م
- ( مسرحية) يا أحنا يا همه1996م
- (مسرحية) النهار ك أخر حنان 1993م
- (مسرحية) خدمة إنسانية 1979م
- ( مسرحية) ست الملك 1978م
- (فيلم) بداية ونهاية 1975م
- (مسرحية)البكاشين 1970م
- (مسرحية) بنسيون الأحلام1970م
- (مسرحية) قولوا لأبوها
- (مسرحية) مجنون ليلى

### السهرات التلفزيونية
- ( سهرة تلفزيونية) الصورة 1986م
- (سهرة تلفزيونية) حلم ولا علم
- (سهرة تلفزيونية) مع إيقاف التنفيذ
- (سهرة تلفزيونية) الهدف
- (سهرة تلفزيونية) لن أغفر أبدا
- (سهرة تلفزيونية) المشهد رقم 13
- (سهرة تلفزيونية) أعلام وراثة
- (سهرة تلفزيونية) شقة وألف ساكن
- ( سهرة تلفزيونية) الأصيل
- (سهرة تلفزيونية) بقايا الماضي
- (سهرة تلفزيونية)) مكر امرأة
- (سهرة تلفزيونية) الشنطة في مكان أمين
- (سهرة تلفزيونية ) قطار العمر

### برامج
- (برنامج)حياتي 1988م

### الفوازير
- المناسبات 1988م

## روابط خارجية
- محمد خيرى على موقع قاعدة بيانات الأفلام العربية